# We're in the Navy Now
Pour plus de détails, voir Fiche technique et Distribution.
We're in the Navy Now est un film américain réalisé par A. Edward Sutherland, sorti en 1926.

## Synopsis
L'équipage d'un navire américain connait des péripéties lorsqu'il accueil de nouveaux marins.

## Fiche technique
- Titre : We're in the Navy Now
- Réalisation : A. Edward Sutherland
- Scénario : Monte Brice et John McDermott
- Photographie : Charles P. Boyle
- Pays d'origine : États-Unis
- Format : Noir et blanc - 1,33:1 - Film muet
- Genre : comédie
- Date de sortie : 1926

## Distribution
- Wallace Beery : « Knockout » Hansen
- Raymond Hatton : « Stinky » Smith
- Chester Conklin : Smithers
- Tom Kennedy : Percival Scruggs
- Donald Keith (en) : Officier de radio
- Lorraine Eason : Madelyn Phillips
- Joseph W. Girard : U.S. Admiral
- Max Asher : Puckerlip